# Sparta Zabrze
Sparta Zabrze – polski klub piłkarski z Zabrza, z siedzibą w Mikulczycach.

## Historia

### Powstanie klubu
W 1920 r. z Towarzystwa Gimnastycznego „Sokół” wydzielił się klub piłkarski Piast Mikulczyce, rozgrywający swoje mecze na stadionie w Mikulczycach. Funkcjonował on jeszcze w latach 30. XX wieku.
W 1933 r. utworzono Robotniczy Klub Sportowy Mikulczyce. W związku z wybuchem II wojny światowej w 1939 r. jego działalność została zdelegalizowana przez władze niemieckie.
Po zakończeniu wojny, na stadionie w Mikulczycach, na którym dotychczas rozgrywał spotkania zlikwidowany niemiecki Sportfreunde 1920 Klausberg, reaktywowano RKS Mikulczyce. Klub po połączeniu z RKS Ludwik w 1948 r. przyjął nazwę Międzyzakładowy Zjednoczony Klub Sportowy Mikulczyce, po kolejnych fuzjach był znany w 1950 r. już jako KS Górnik Mikulczyce. W 1964 r., po połączeniu z Ludwikiem Mikulczyce i Concordią Zabrze, zmienił on nazwę na Międzyzakładowy Klub Sportowy Mikulczyce, a następnie po połączeniu z Górnikiem Rokitnica w 1968 r. na Międzyzakładowy Górniczy Klub Sportowy Mikulczyce-Rokitnica. W 1973 r. po połączeniu z Górnikiem Biskupice utworzono Górniczy Klub Sportowy Sparta Zabrze, który od 2000 r. nosi nazwę Klub Sportowy MOSiR Sparta Zabrze.

### Występy w rozgrywkach
W pierwszych latach po wojnie piłkarze Mikulczyc grali w klasie A, zdobywając w 1949 r. mistrzostwo grupy II klasy A i wraz z mistrzem klasy wydzielonej – Górnikiem Zabrze oraz mistrzem grupy I – Stalą Bobrek, walczył w eliminacjach o wejście do II ligi. W 1952 r., po przegranym meczu z Kolejarzem Tarnowskie Góry, nastąpiła degradacja do klasy B, a następnie do klasy C. Wykruszyli się starsi piłkarze, a zespół znajdował się w rozsypce. Od tego czasu postawiono na juniorów. W 1954 r. drużyna juniorów zdobyła tytuł mistrza Śląska (w finale wygrała z Naprzodem Lipiny 3:1). Ten sam skład po roku wywalczył mistrzostwo klasy B i awans do klasy A. W 1957 r. piłkarze z Mikulczyc zostali mistrzami klasy A i awansowali na jeden sezon do ligi śląskiej. W 1952 r. juniorzy zdobyli mistrzostwo Śląska. W latach 1960–1962 Górnik Mikulczyce trzykrotnie zdobywał wicemistrzostwo swojej grupy III ligi. W kolejnym sezonie zdobył tytuł mistrza i po raz drugi grał o awans do II ligi, jednak bez skutku. W czerwcu 1972 r. MGKS Mikulczyce–Rokitnica uzyskał awans do II ligi. Po czterech sezonach GKS Sparta opuściła szeregi drugoligowców. W III lidze występowała nieprzerwanie do końca sezonu 1984/85, kiedy to spadła do klasy okręgowej.

## Sezon po sezonie
Źródło
| Sezon                   | Liga                                             | Miejsce                                          | Punkty                                           | Bramki                                           | Uwagi                                            |
| ----------------------- | ------------------------------------------------ | ------------------------------------------------ | ------------------------------------------------ | ------------------------------------------------ | ------------------------------------------------ |
| 1998/99                 | IV liga (grupa Opole, Częstochowa, Katowice)     | 9                                                | 49                                               | 51:40                                            |                                                  |
| 1999/00                 | IV liga (grupa Opole, Częstochowa, Katowice)     | 6                                                | 55                                               | 54:42                                            |                                                  |
| 2000/01                 | IV liga (grupa śląska I)                         | 8                                                | 28                                               | 29:39                                            |                                                  |
| 2001/02                 | IV liga (grupa śląska I)                         | 14                                               | 33                                               | 34:38                                            | spadek                                           |
| 2002/03                 | Liga okręgowa (grupa Katowice IV)                | 2                                                | 69                                               | 68:25                                            |                                                  |
| 2003/04                 | Liga okręgowa (grupa Katowice IV)                | 7                                                | 49                                               | 55:33                                            |                                                  |
| 2004/05                 | Liga okręgowa (grupa Katowice IV)                | 3                                                | 63                                               | 54:28                                            |                                                  |
| 2005/06                 | Liga okręgowa (grupa Katowice IV)                | 6                                                | 50                                               | 53:33                                            |                                                  |
| 2006/07                 | Liga okręgowa (grupa Katowice IV)                | 8                                                | 46                                               | 45:41                                            |                                                  |
| 2007/08                 | Liga okręgowa (grupa Katowice IV)                | 1                                                | 63                                               | 67:28                                            |                                                  |
| reorganizacja rozgrywek |                                                  |                                                  |                                                  |                                                  |                                                  |
| 2008/09                 | IV liga (grupa śląska I)                         | 17                                               | 23                                               | 24:68                                            | spadek                                           |
| 2009/10                 | Liga okręgowa (grupa Katowice IV)                | 10                                               | 37                                               | 41:52                                            |                                                  |
| 2010/11                 | Liga okręgowa (grupa Katowice IV)                | 12                                               | 37                                               | 44:54                                            |                                                  |
| 2011/12                 | Liga okręgowa (grupa Katowice IV)                | 9                                                | 37                                               | 45:52                                            |                                                  |
| 2012/13                 | Liga okręgowa (grupa Katowice IV)                | 12                                               | 30                                               | 42:67                                            |                                                  |
| 2013–19                 | Sparta nie brała udziału w rozgrywkach ligowych. | Sparta nie brała udziału w rozgrywkach ligowych. | Sparta nie brała udziału w rozgrywkach ligowych. | Sparta nie brała udziału w rozgrywkach ligowych. | Sparta nie brała udziału w rozgrywkach ligowych. |
| 2019/20                 | Klasa C (grupa Zabrze)                           | 2                                                | 24                                               | 37:17                                            | awans                                            |
| 2020/21                 | Klasa B (grupa Zabrze)                           | 3                                                | 58                                               | 97:38                                            |                                                  |
| 2021/22                 | Klasa B (grupa Zabrze)                           | 2                                                | 63                                               | 92:35                                            | awans                                            |
| 2022/23                 | Klasa A (grupa Zabrze)                           | 2                                                | 68                                               | 110:39                                           | awans                                            |
| 2023/24                 | Klasa okręgowa (grupa: śląska I)                 | 13                                               | 25                                               | 51:89                                            |                                                  |
| reorganizacja rozgrywek |                                                  |                                                  |                                                  |                                                  |                                                  |
| 2024/25                 | Klasa okręgowa (grupa: śląska I)                 | 8                                                | 44                                               | 57-55                                            |                                                  |
| 2025/26                 | Klasa okręgowa (grupa: śląska I)                 |                                                  |                                                  |                                                  |                                                  |

| Oznaczenie kolorami |
| ------------------- |
| II poziom ligowy    |
| III poziom ligowy   |
| IV poziom ligowy    |
| V poziom ligowy     |
| VI poziom ligowy    |
| VII poziom ligowy   |
| VIII poziom ligowy  |
| IX poziom ligowy    |